# Novocrania chathamensis
Novocrania chathamensis är en armfotingsart som först beskrevs av Allan 1940.  Novocrania chathamensis ingår i släktet Novocrania och familjen Craniidae. Inga underarter finns listade i Catalogue of Life.